# Zita Seabra
Zita Maria de Seabra Roseiro (Coimbra, Santa Cruz, 25 de maio de 1949) é uma política e editora literária portuguesa.

## Biografia
É filha do engenheiro Mário Ramos Carvalho Roseiro (Tondela, Molelos, 11 de abril de 1921) e de sua mulher, Zita Lopes Moreira de Seabra.
Aderiu ao Partido Comunista Português em 1965 e passou à clandestinidade em 1968, antes mesmo de fazer dezoito anos, passando 6 anos na clandestinidade até ao 25 de Abril de 1974, com o falso nome de Helena Sá e Costa.  Viveu os primeiros anos de clandestinidade na zona Norte (Porto, Cête, Praia da Madalena), até vir controlar o setor estudantil do PCP em Lisboa (1970). Liderou a fundação da União dos Estudantes Comunistas (UEC) antes e depois do 25 de Abril. Escreveu para diversas publicações clandestinas do PCP, como o Avante, O Militante, o Jornal das Camaradas das Casas do Partido e os jornais da UEC.
Entrou para o Comité Central do PCP no 1.º congresso ordinário do PCP após o 25 de abril. Deputada à Assembleia da República entre 1980 e 1987, pelos círculos de Lisboa e de Aveiro, foi eleita para a Comissão Política do Comité Central do PCP em 1983, no X Congresso do Partido. Em 1982, foi a responsável pela apresentação no parlamento de legislação sobre o aborto.
Foi a mais conhecida dissidente do PCP, em virtude do processo interno que lhe foi movido e que culminou com a expulsão em 1988 da Comissão Política, primeiro, e do Comité Central, depois.  Ainda em 1988, publicou o livro O Nome das Coisas: reflexão em tempo de mudança, que teve sete edições até ao ano seguinte. Em março de 1989, fez a cobertura para o jornal Expresso das primeiras eleições livres na URSS.
Coordenou o Secretariado Nacional para o Audiovisual em 1993, ano em que assumiu a presidência do Instituto Português de Cinema. De 1994 a 1995, foi presidente do Instituto Português da Arte Cinematográfica e Audiovisual. Aderiu ao Partido Social Democrata (PPD/PSD) e, nessa condição, foi candidata à Presidência da Câmara Municipal de Vila Franca de Xira nas eleições autárquicas de 1997. 
Eleita pelo PSD no círculo de Coimbra em 2005, foi deputada na X legislatura e vice-presidente do Grupo Parlamentar do PSD na Assembleia da República até outubro de 2007. Nessa legislatura, destacou-se pelas posições que tomou contra a legalização do aborto, de que havia sido uma das mais acérrimas defensoras nos tempos de militância comunista. No XXX Congresso do PSD, em 2007, passou a ser uma dos seis vice-presidentes da Comissão Política Nacional deste partido, cargo que desempenhou até maio de 2008.
Foi uma das principais signatárias do Manifesto em Defesa da Língua Portuguesa Contra o Acordo Ortográfico de 1990, petição on-line que, entre Maio de 2008 (data do início) e Maio de 2009 (data da apreciação pelo Parlamento), recolheu mais de 115 mil assinaturas válidas.
Em 2019, foi mandatária nacional da candidatura do partido Iniciativa Liberal às Eleições legislativas portuguesas de 2019.
Iniciou o seu percurso profissional na editora Quetzal, foi administradora e directora editorial da Bertrand Editora e é actualmente presidente do Conselho de Administração e directora editorial da Alêtheia Editores, da qual é fundadora.

## Obras
- O Nome das coisas:: reflexão em tempos de mudança. Publicações Europa América, 1988.
- Foi Assim. Alêtheia Editores, 2007
- Auto-de-fé, a Igreja na Inquisição da Opinião Pública, com P. Gonçalo Portocarrero de Almada. Alêtheia Editores, 2012.
- Contributo para a História do Feminismo, prefácio. Alêtheia Editores, 2018.

## Traduções
- Interrogatório à distância: Václav Havel; entrevista com Karel Hvízd'Ala, Lisboa: Inquérito, 1990